# 武汉越秀财富中心
30°34′18″N 114°14′42.5″E / 30.57167°N 114.245139°E
武汉越秀财富中心（英語：Yuexiu Fortune Center Tower 1）是武漢市目前在建中的一座摩天大樓，位於漢口礄口區，主樓68層高330米，於2015年7月28日封頂，至2024年底是武漢市第六高樓。越秀财富中心项目由武汉越秀地产开发有限公司投资建设，广州城建开发设计院有限公司设计，中建三局一公司施工建造。該大樓竣工時間比原計劃提前了一個月，據稱是由於超級厄爾尼諾現象比往年弱、武漢梅雨天數沒有較往年增加所致。